# Димитровка (Кыргызстан)
Димитровка (кирг. Димитровка) — село в Сузакском районе Джалал-Абадской области Кыргызстана. Территориально входит в Таш-Булакском аильный округ с центром в селе Таш-Булак.

## География
Находится в 7 км к северо-востоку от села Сузак. 2 км от ж/д станции Джалал-Абад. Расположен на высоте 750 м над уровнем моря. Село была построена в 1930 году. Население 2844 человека (2006 г.); В основном занимается выращиванием табака и животноводством. Есть средняя школа, ФАП и другие.

## Население
Население 2866 человек.